# Oh Sang-uk
Oh Sang-uk, född den 30 september 1996 i Daejeon är en högerhänt fäktare från Sydkorea som tävlar i sabel.
Han vann individuellt guld vid olympiska sommarspelen 2024 efter att tidigare vunnit guld i lag vid olympiska sommarspelen 2020. Han har också vunnit fyra vm-guld, varav ett individuellt (2019).